# Guo Shuang
En aquest nom xinès, el cognom és Guo.
Guo Shuang (en xinès: 新城幸也, en pinyin: Guō Shuǎng, Mongòlia Interior, 26 de febrer de 1986) és una ciclista xinesa, especialista en el ciclisme en pista. Quàdruple medallista als Jocs Olímpics, també ha guanyat vuit medalles als Campionats del món en pista, una d'elles d'or.

## Palmarès
- 2003
  -  Campiona del món júnior en Velocitat
  -  Campiona del món júnior en 500 metres contrarellotge
- 2004
  -  Campiona del món júnior en Velocitat
  -  Campiona del món júnior en 500 metres contrarellotge
  -  Campiona del món júnior en Keirin
- 2006
  - Medalla d'or als Jocs Asiàtics en velocitat
  - Medalla d'or als Jocs Asiàtics en 500 m. contrarellotge
- 2007
  - Campiona d'Àsia en velocitat
  - Campiona d'Àsia en Velocitat per equips (amb Zheng Lulu)
- 2008
  -  Medalla de bronze als Jocs Olímpics de Pequín en Velocitat individual
- 2009
  -  Campiona del món de Keirin
- 2010
  - Medalla d'or als Jocs Asiàtics en velocitat
  - Campiona d'Àsia en velocitat
  - Campiona d'Àsia en 500 metres
- 2011
  - Campiona d'Àsia en velocitat
  - Campiona d'Àsia en keirin
- 2012
  -  Medalla de plata als Jocs Olímpics de Londres en Velocitat per equips (amb Gong Jinjie)
  -  Medalla de plata als Jocs Olímpics de Londres en Keirin
  -  Medalla de bronze als Jocs Olímpics de Londres en Velocitat individual

### Resultats a laCopa del Món
- 2004
  - 1a a Moscou i Sydney, en Keirin
- 2006-2007
  - 1a a la Classificació general i a la prova de Sydney, en Keirin
- 2009-2010
  - 1a a la Classificació general i a la prova de Pequín, en Velocitat
  - 1a a la Classificació general i a la prova de Pequín, en Keirin
- 2010-2011
  - 1a a Melbourne, en Velocitat per equips
  - 1a a Manchester, en Keirin
- 2011-2012
  - 1r a la Classificació general i a la proves de Pequín i Londres, en Velocitat
  - 1a a Pequín, en Keirin
- 2014-2015
  - 1a a la Classificació general i a les proves de Guadalajara i Londres, en Keirin
- 2015-2016
  - 1a a la Classificació general i a les prova de Cambridge, en Keirin
  - 1a a la Classificació general, en Velocitat